# Michael Joseph Rossbach

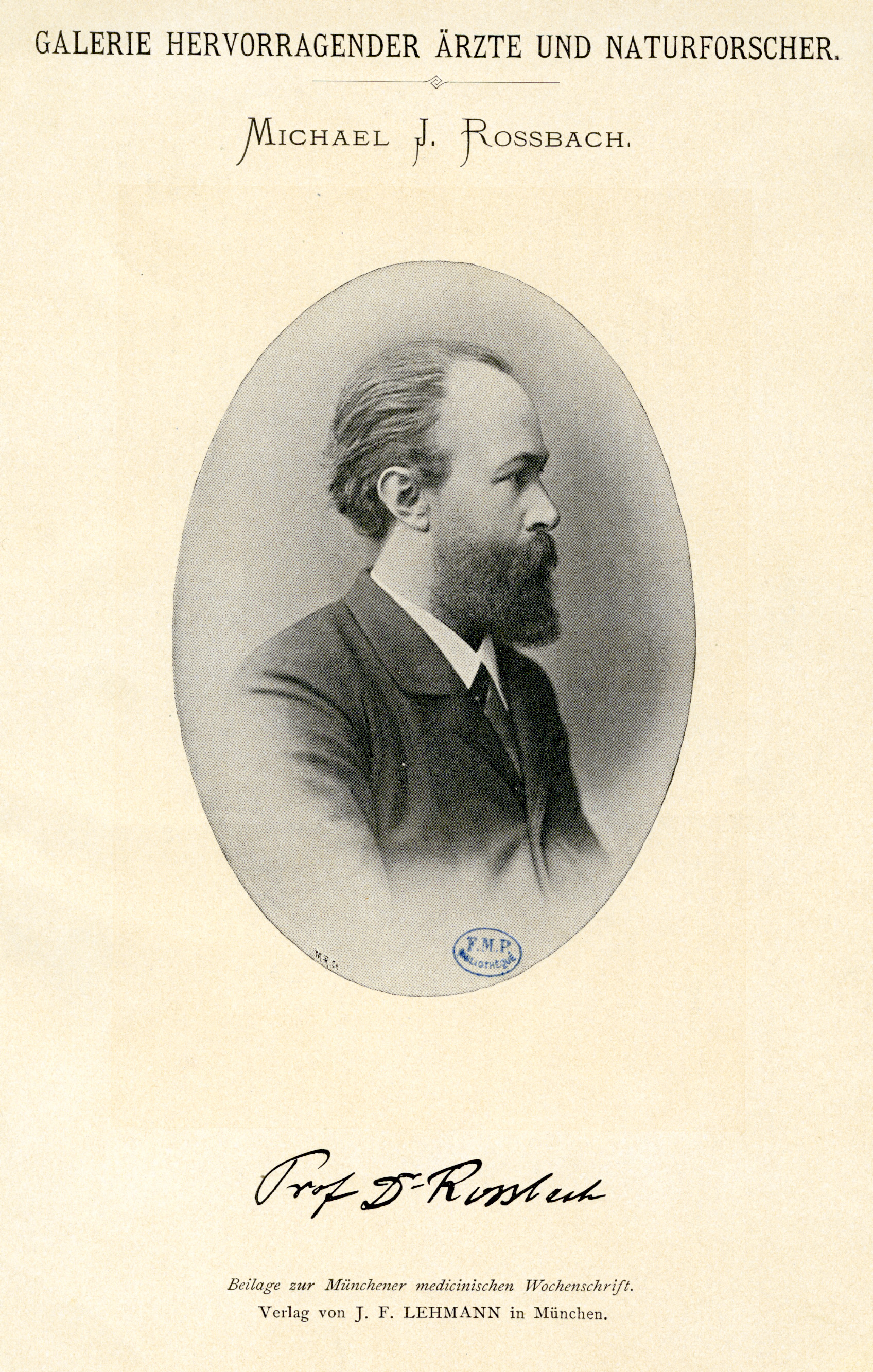
Porträt in der Galerie hervorragender Ärzte und Naturforscher

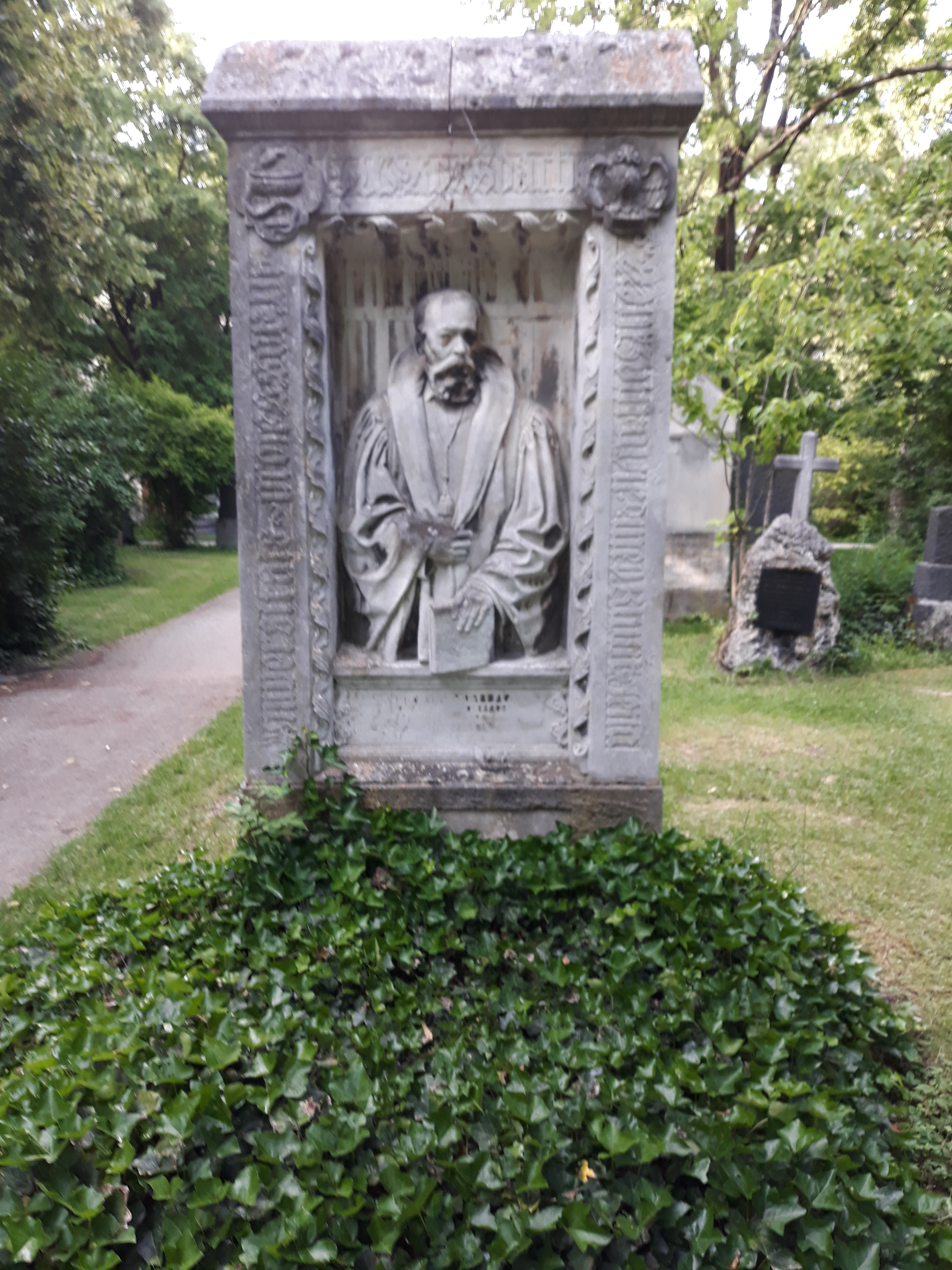
Das Grab von Michael Joseph Rossbach auf dem Alten Nördlichen Friedhof in München

Michael Joseph Rossbach (auch Michael Josef Roßbach oder Michael Roßbach; * 12. Februar 1842 in Heidingsfeld, heute zu Würzburg; † 8. Oktober 1894 in München) war ein deutscher Mediziner, Pharmakologe und Hochschullehrer, zuletzt als Lehrstuhlinhaber in Jena.

## Leben
Rossbach studierte an den Universitäten von Würzburg, München, Berlin und Prag Medizin. An der Würzburger Universität, wo er an der Universitätsklinik Juliusspital mehrere Jahre als Assistent arbeitete, wurde er 1865 zum Dr. med. promoviert. 1869 erfolgte, ermutigt von Heinrich von Bamberger, seine Habilitation in Arzneimittellehre (Pharmakologie). Zunächst lehrte er in Würzburg als Privatdozent (Therapie, Arzneimittellehre, Balneotherapie, physikalische Therapie), 1874 erhielt er dort eine Stelle als außerordentlicher Professor.
Rossbach folgte 1882 einem Ruf als ordentlicher Professor der speziellen Pathologie und Therapie an die Universität Jena. Außerdem wurde er Nachfolger von Hermann Nothnagel als Direktor der medizinischen Klinik Jena. Aus gesundheitlichen Gründen gab er seine Stellung 1892 auf und übersiedelte nach München.
Rossbach wurde mit der Mitgliedsnummer 2688 am 8. November 1887 zum Mitglied der Akademie der Naturforscher Leopoldina gewählt.
Rossbachs Tochter Lucia heiratete 1891 den Sprachwissenschaftler und Sinologen August Conrady. Michael Rossbach starb in München und wurde auf dem Alten nördlichen Friedhof beigesetzt.

## Schriften (Auswahl)
- Physiologie und Pathologie der menschlichen Stimme auf Grundlage der neuesten akustischen Leistungen. Stuber, Würzburg 1869.
- Pharmakologische Untersuchungen. 3 Bände. Stahel, Würzburg 1873–1876. (Digitalisate: Band 1, Band 2, Band 3)
- als Hrsg. mit Hermann Nothnagel: Handbuch der Arzneimittellehre. 3. Auflage, Hirschwald, Berlin 1878 (bis zur 7. Auflage 1894; französische Ausgabe 1880 und 1889 sowie italienische Ausgabe 1882). (Digitalisat der 5. Auflage 1884; Digitalisat der 7. Auflage 1894)
- Lehrbuch der physikalischen Heilmethoden für Aerzte und Studirende. Hirschwald, Berlin 1882. (Digitalisat)
  - 2. Auflage: Hirschwald, Berlin 1892. (Digitalisat)
- mit Hugo von Ziemssen: Handbuch der acuten Infectionskrankheiten. F.C.W. Vogel, Leipzig 1886.
- Ueber einen Athmungsstuhl für Emphysematiker und Asthmatiker. Knoke & Dressler, Dresden 1887. (Digitalisat)